# Tre Valli Varesine 1922
La Tre Valli Varesine 1922, quarta edizione della corsa, si svolse nel 1922. La vittoria fu appannaggio dell'italiano Domenico Piemontesi, che precedette i connazionali G. Vigano e L. Malinverni.

## Ordine d'arrivo (Top 5)
| Pos. | Corridore           | Squadra | Tempo |
| ---- | ------------------- | ------- | ----- |
| 1    | Domenico Piemontesi | Gloria  |       |
| 2    | G. Vigano           | -       |       |
| 3    | L. Malinverni       | -       |       |
| 4    | Moise Arosio        | -       |       |
| 5    | Giuseppe Mazzini    | -       |       |